# HMS Active (1799)
HMS Active (1799) — 38-пушечный фрегат 5 ранга Королевского флота. Седьмой корабль, названный Active. 
Заказан 27 апреля 1796. Спущен на воду 14 декабря 1799 на королевской верфи в Чатеме. Принадлежал к так называемым 18-фунтовым фрегатам.
Участвовал во Французских революционных и Наполеоновских войнах.
15 ноября 1833 года переименован в HMS Argo.
В феврале 1826 переведен на рейдовую службу.
20 декабря 1848 превращен в плавучую казарму в Девонпорте.
Разобран в октябре 1860 года.